# Eburia sexnotata
Eburia sexnotata es una especie de escarabajo longicornio del género Eburia, tribu Eburiini, familia Cerambycidae. Fue descrita científicamente por Boheman en 1859.
Se distribuye por Ecuador.

## Descripción
La especie mide 19,6-22 milímetros de longitud.